# Hemaris beresowskii
Hemaris beresowskii is een vlinder uit de familie van de pijlstaarten (Sphingidae). De wetenschappelijke naam van de soort werd in 1897 gepubliceerd door Alpheraky.